# World Full of Lies
World Full of Lies este un album cu melodii în limba engleză al formației Holograf, apărut în anul 1993 la casa de discuri italiană Capitan Records și reeditat în 2013 pe piața muzicală românească. În 1990, cu trei ani înaintea lansării albumului în Italia, Holograf aduce în România două piese înregistrate în studiourile Marcus din Londra și produse de chitaristul Mel Galley (fost membru Whitesnake). Acestea sunt editate pe un disc single de 7" (17 cm) – singurul produs de acest fel din discografia formației – distribuit exclusiv promoțional în 1991. Acest single trebuia să fie publicat în Anglia, dar proiectul a eșuat. La fel și albumul, plănuit tot în Anglia. În schimb, formația lansează în 1991 Banii vorbesc, la Electrecord, piesele discului având parte, în paralel, de imprimări cu versuri în engleză. Variantele în engleză, alături de cele două piese de pe single-ul menționat anterior, se regăsesc pe albumul World Full of Lies, lansat prima dată în 1993, în Italia, în format CD (în condițiile în care, la vremea aceea, încă se foloseau discuri de vinil și casete audio).
Două decenii mai târziu, albumul este reeditat, de data aceasta în România, la MediaPro Music, acest lucru fiind cerut de ascultătorii formației. CD-ul reeditat apare pe piață în martie 2013, sub formă digipak și într-o nouă grafică, ocazie cu care Edi Petroșel, bateristul grupului, declara: „Acest album este un elogiu al perioadei rock din anii '80–'90, care ne-a plăcut foarte mult. Textul piesei «World Full of Lies» a fost gândit în perioada imediat următoare căderii comunismului și o dedicăm tuturor celor care au făcut posibilă încetarea acestui regim și celor care s-au sacrificat ca să ne dea speranțe pentru viitor.” Piesa titulară a fost relansată în 2022, într-o nouă versiune. Ea reprezintă adaptarea în engleză a cântecului „Umbre pe cer” (apărut inițial pe al doilea LP Holograf).

## Lista pieselor

### Ediția din 1993
1. Mafia (piesa „Mafia” de pe Banii vorbesc)
2. Love Is All You've Got (piesa „Femeie, tu” de pe Banii vorbesc)
3. Istanbul (piesa „Via Istanbul” de pe Banii vorbesc)
4. Money Can Talk (piesa „Banii vorbesc” de pe Banii vorbesc)
5. When You're Gone (piesa „Unde ești?” de pe Banii vorbesc)
6. You're All That I Want (piesa „Stai” de pe Banii vorbesc)
7. Tell Me (piesa „Spune pe bune” de pe Banii vorbesc)
8. Gimme All Your Loving (piesa „Rază de lumină” de pe Banii vorbesc)
9. Now (piesa „Vreau să te văd zâmbind” de pe Holograf Patru)
10. Whenever You Call My Name (piesa „Oriunde te vei afla” de pe Holograf Patru)
11. World Full of Lies (piesa „Umbre pe cer” de pe Holograf 2, editată pe single)
12. I Gotta Do It (piesă nouă, editată pe single, fragmente din ea au fost folosite pentru „Sport extrem” de pe Holografica)

### Ediția din 2013
1. World Full of Lies
2. Whenever You Call My Name
3. Money Can Talk
4. When You're Gone
5. Love Is All You've Got
6. Mafia
7. Tell Me
8. You're All That I Want
9. Now
10. Istanbul
11. I Gotta Do It
12. Gimme All Your Loving

Muzică și versuri: Holograf (la piesa „World Full of Lies” – muzică: Holograf și Mihai Pocorschi)

## Personal
- Dan Bittman – solist vocal
- Florin Ochescu – chitară (cu excepția pieselor „When You're Gone”, „Now”, „Whenever You Call My Name”)
- Nuțu Olteanu – chitară (la piesele „When You're Gone”, „Now”, „Whenever You Call My Name”, „World Full of Lies”, „I Gotta Do It”)
- Iulian Vrabete – chitară bas
- Tino Furtună – claviaturi
- Edi Petroșel – baterie

Piesele „World Full of Lies” și „I Gotta Do It” au fost înregistrate în iulie 1990, la Marcus Studios din Fulham Road, Londra — inginer de sunet: Tim Hunt, producător: Mel Galley (Whitesnake). Celelalte piese au fost înregistrate între 1991–1993 și mixate în martie 1993, la studioul Tomis–Electrecord, București — inginer de sunet: Theodor Negrescu.

## Legături externe
- Albumul World Full of Lies pe Spotify
- Albumul World Full of Lies pe Deezer